# Svatokřížský národní park

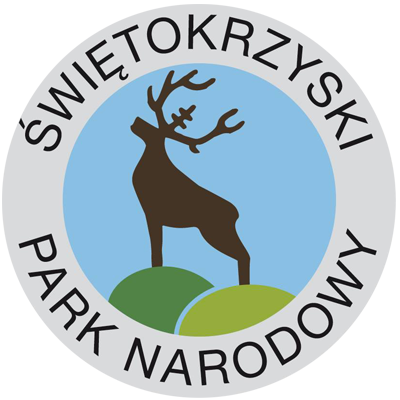
Logo parku

Svatokřížský národní park (polsky Świętokrzyski Park Narodowy) založený roku 1950, je jedním z 23 národních parků na území Polska.
Leží ve střední části Svatokřížských hor a zahrnuje pásma: Lysohory (nejvyšší vrchol Lysica - 612 m n. m. a Lysou horou 595 m n. m.), část Klonovského pásma (s horami Psarska a Miejska), Wilkovským a Dębnianským údolím a rovněž třemi exklávami - Chelmovou horou, les Serwis a Skarpa zapusta (ty od roku 1996).
Na Lysé hoře se nachází Přírodní muzeum Svatokřížského národního parku. Kromě toho patří k turistickým atrakcím mj. komplex budov někdejšího benediktýnského kláštera založeného ve 12. století na Svatém kříži (též Lysá hora).

## Historie Svatokřížského národního parku
Roku 1920 byla založena v Svatokřížských horách na Chelmové hoře první rezervace. O čtyři roky později vznikly na nejvyšších vrcholech - Lysici a Lysé hoře - další dvě rezervace. Ještě před formálním vyhlášením parku (1.5.1950, po Bělověžském parku v Polsku druhý) zde existovala rezervace "Mokry Bór" (zal. 1950, velikost 38,44 ha). V okamžiku vzniku parku se staly jeho součástí všechny dosud existující rezervace a plocha Údolí Czarné Wody mezi Miejskou horou a Lysicou zvané "Czarny las" (zal. 1950, velikost 26,45 ha). Po nabytí platnosti zákona o ochraně přírody z r. 1991 se jedná o přísně chráněná území.
Svatokřížský národní park představuje jeden celek rozdělený na 8 ochranných pásem a jim odpovídající počet polesí ve státních lesích (po rozšíření parku r. 1996 o Klonovské pásmo se očekávalo navýšení na 9 pásem, avšak roku 2002 v rámci rozpočtových škrtů byl jeden z nich - Psary - zrušen a jeho plocha rozdělena mezi sousední území): Chelmová hora, Svatý kříž, Dębno, Jastrzębi Dół, Dąbrowa, Podgórze, Święta Katarzyna, Klonów.

## Flóra
Podle oficiálních údajů správy pokrývají lesy 95% povrchu národního parku. Má zde být více než 859 druhů rostlin (z toho 35 stromů), 272 druhů řas a zhruba 350 druhů lišejníků. Pro park jsou charakteristické smíšené výšinné jedlové lesy, karpatské bučiny a malá skupina svatokřížské jeřabiny. V parku se souvisle vyskytují buky, jedle, modříny (v rezervaci Chelmova hora polský modřín), borovice a smrky ztepilé. Zřídka se objevuje lípa velkolistá, jilm vaz, jasan ztepilý a tis červený. Z keřů zde souvisle roste líska a brslen bradavičnatý. Bylinné patro tvoří kapraď samec, sasanka hajní, pitulník žlutý, ostřice prstnatá, šťavel kyselý, pstroček dvoulistý a kapraď rozložená.
Z méně často se vyskytujících druhů byla zaznamenána žebrovice různolistá, zimozelen okoličnatý, metlička křivolaká a hořec hořepník. V parku se vyskytuje skupina svatokřížského jeřábu (Sorbetum sanctae-crucianum) s pro něj charakteristickými druhy - jeřáb ptačí, osladič obecný a kakost smrdutý. Z mechů je nejvýraznější ploník chluponosný a srpnatka háčkovitá. Jinou skupinu rostlin představuje ostružiník maliník a šťavel kyselý.

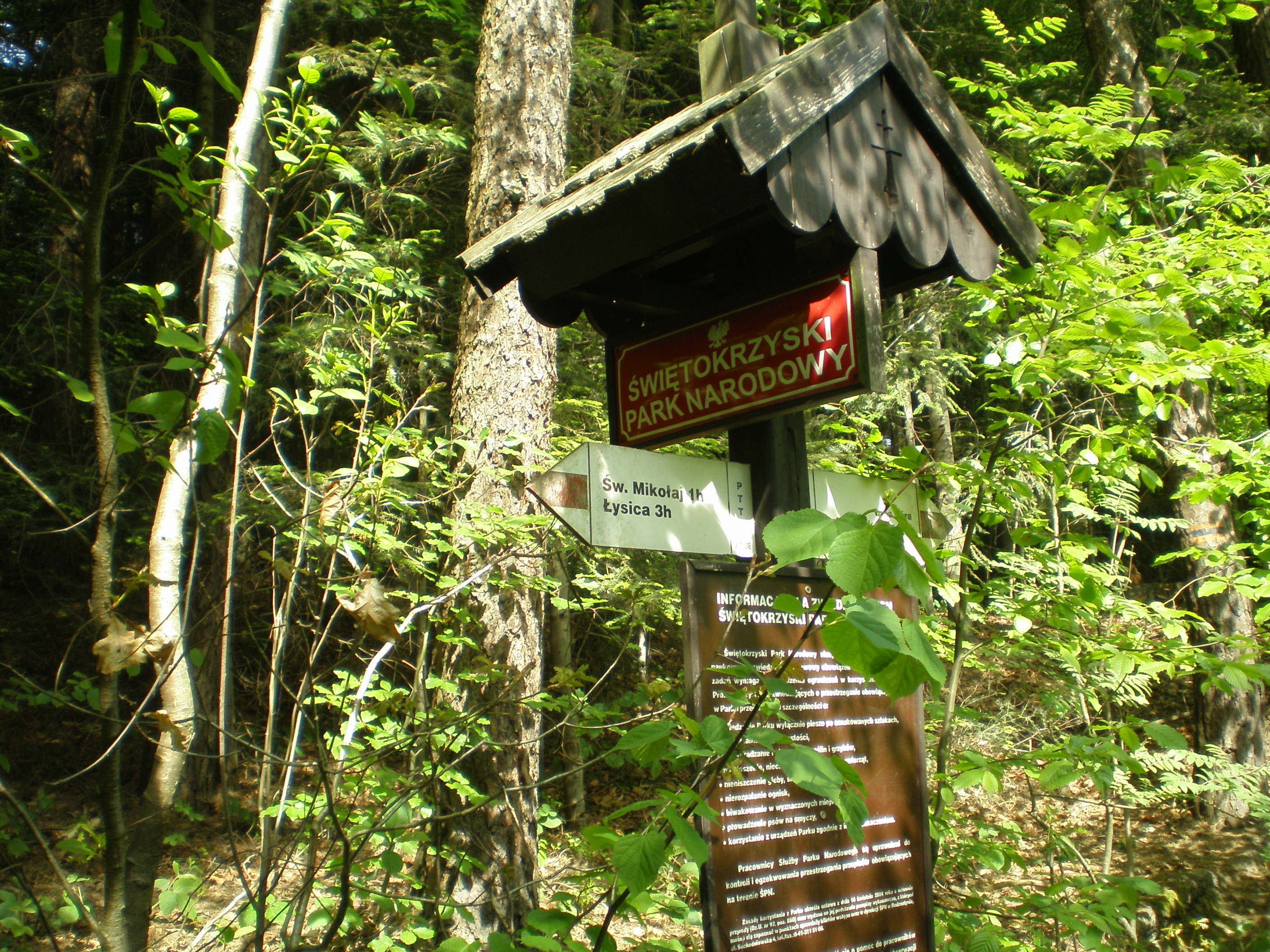
Svatokřížský národní park

V parku se nachází 270 let stará jedle bělokorá s výškou 51 metrů, která je považována za nejvyšší strom v Polsku. Největší plochu zabírají bukové a buko-jedlové lesy, velký podíl mají též výšinné jedlové a vícedruhé smíšené porosty (dubohabřiny). Ekosystémy se zde zachovaly velmi vysoký stupeň původnosti a výborně též fungují v podmínkách pasivní ochrany bez potřeby ochranných zásahů. Porosty na Chelmové hoře jsou zase charakterizovány velkým podílem modřínu, k čemuž náleží zbytky poddruhu polského modřínu (Larix decidua ssp. polonica) - nejstarší stromy modřínů polských mají stáří více než 250 let.

## Fauna
V parku žije 45 druhů savců. Jedná se hlavně o srnce, jeleny lesní a divoká prasata; patří sem rovněž kuna lesní, norník rudý a myšice lesní. Vyskytuje se zde 14 druhů plazů - z toho čolek horský, skokan hnědý, ropucha obecná, a 6 druhů hadů - ještěrka obecná a slepýš křehký. Rovněž je zaznamenán výskyt 66 druhů plžů, 187 druhů pavouků a více než 3000 druhů hmyzu, z toho 1500 druhů brouků, okolo 1000 druhů motýlů a řada živočichů jiných druhů. Z hmyzu zasluhují pozornost druhy zmíněné v příloze II ve Směrnici o stanovištích EU, které jsou předmětem ochrany v oblasti Natura 2000 Lysohory. Motýli: hnědásek chrastavcový, ohniváček černočarý; brouci: lesák rumělkový, rýhovec pralesní. Z ptáků jde o potvrzený výskyt 150 druhů, z toho 118 hnízdivých. Jsou to mj. strakapoud velký, brhlík lesní, pěnkava obecná, střízlík obecný, káně lesní a puštík obecný.

## Kamenná moře

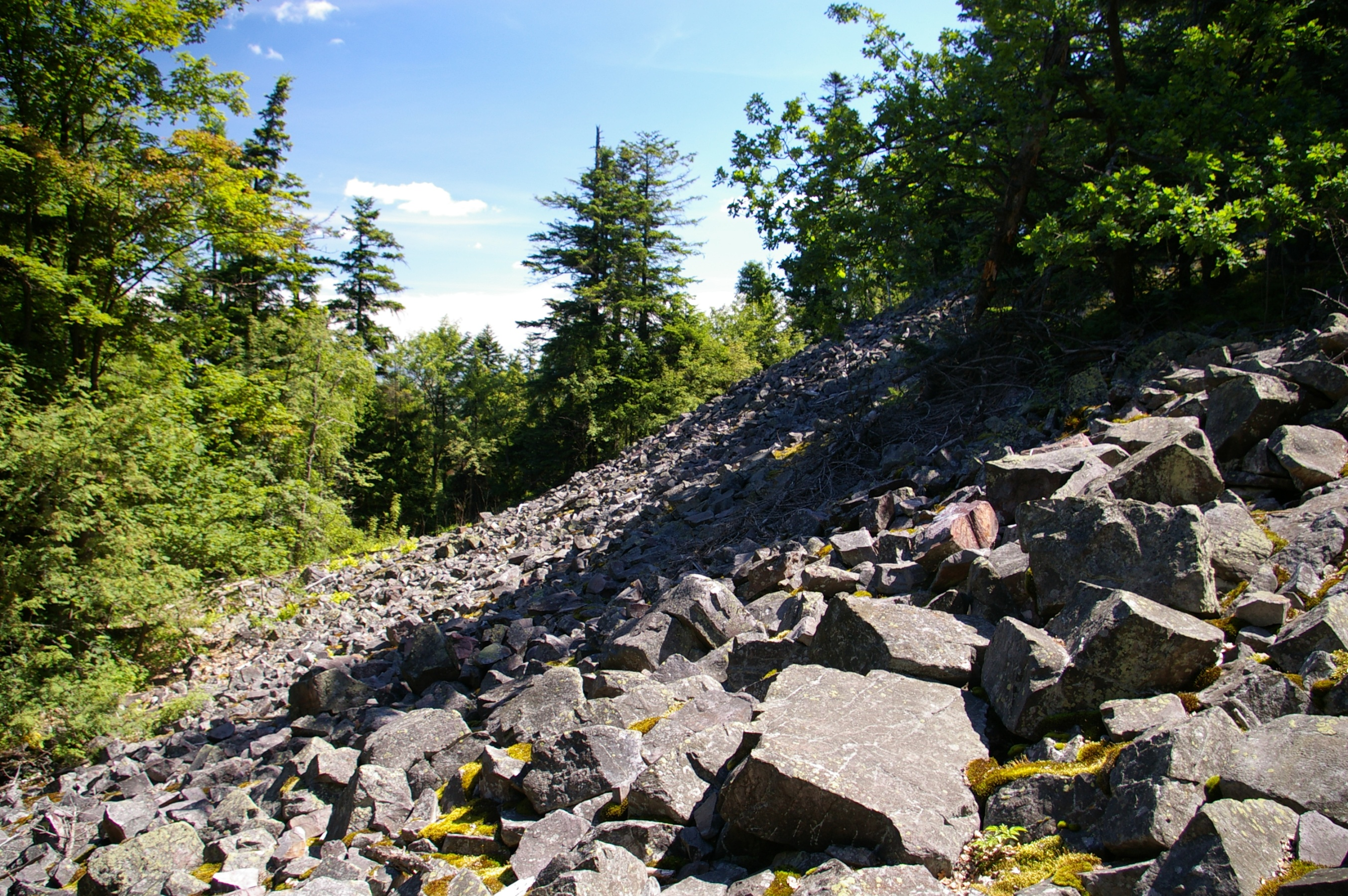
Kamenné moře pod Lysicí

Na horských hřebenech se vyskytují pro tento park charakteristické kamenné moře (polsky goloborza), které dodávají krajině specifický charakter. Největší kamenné moře se nachází na Lysé hoře (největší - 3,84 ha) a na Lysici. Vznikly v období periglaciálního klimatu, jež vytvářelo příhodné podmínky pro mrazové zvětrávání a současně rozpad mateřské horniny.

## Turistické trasy
Seznam turistických tras v SNP:
- Červená trasa: z Trzcianki přes Svatý Kříž, Hucké sedlo, Lysici do Święté Katarzyny (trasa je zpoplatněna)
- Modrá trasa: z Nové Slupi na Svatý Kříž (trasa je zpoplatněna)
- Modrá trasa: z Bodzentyna na Świętou Katarzynu
- Zelená trasa uvnitř parku: Zagórze (Pomarańczowy Stok) - Psary Podlesie
- Žlutá trasa uvnitř parku: Klonów - Bukowa Gora
- Černá trasa: přes enklávu Chelmowa hora

## Nocležiště
- Odpočinkový dům "Jodlowy Dwór" v Hucie Szklanej
- Turistický dům ve Święté Katarzyně
- Mládežnická ubytovna v Nové Slupi
- Řada soukromých bytů
- Odpočinkové středisko "Jodelka" ve Święté Katarzyně